# Jul i vårt hus
Jul i vårt hus, släppt 17 november 2004, är ett julalbum av den svenske sångaren Lasse Berghagen.

## Låtlista
1. Det är jul i vårt hus
2. Låt julens budskap nå vår jord (Let It Be Christmas)
3. Ser du stjärnan i det blå (When You Wish Upon a Star)
4. Juletid, julefrid
5. Nu tändas tusen juleljus
6. Snölyktan
7. Det är dags att tända alla ljusen (Have Yourself a Merry Little Christmas)
8. Jag vill inte va' din pepparkaksgubbe
9. Det är jul
10. Låt mig få tända ett ljus (Schlafe, mein Prinzchen, schlaf ein)
11. Då är du aldrig ensam
12. Juletid, välkommen hit (Leise rieselt der Schnee)
13. Jag drömmer om en jul hemma (White Christmas)
14. Stilla natt (Stille Nacht, heilige Nacht)

## Medverkande
- Lasse Berghagen - sång
- Stockholm Session Strings - musiker
- Mats Ronander - munspel
- Svea Strings - stråkar

## Listplaceringar
| Lista (2004) | Topplacering |
| ------------ | ------------ |
| Sweden       | 4            |